# Центральна провінція (Папуа Нова Гвінея)
Центра́льна прові́нція (англ. Central Province, ток-пісін Sentral Provins) — провінція Папуа Нової Гвінеї, розташована на південно-східному узбережжі країни. Населення її становить 183 983 особи (перепис 2000 року), що становить 16-те місце серед всіх провінцій країни, площа становить 29 500 км² (6-те місце). Адміністративний центр знаходиться в Конедобу, передмісті міста Порт-Морсбі, яке також є і столицею держави. 9 жовтня 2007 року було оголошено про плани створення нового адміністративного центру — Баутама, який знаходиться недалеко від Порт-Морсбі в центрі провінції. Незважаючи на це, значного прогресу у його будівництві, досягнуто не було.

## Населення
У провінції поширені близько 32 місцевих мов, але переважає — дві: ток-пісін і гірі-моту. У той час як ток-пісін є основною мовою спілкування у всіх містах Папуа Нової Гвінеї, в південно-східній частині країни, у прибережних районах, де знаходиться і Центральна провінція, переважає мова гірі-моту, за винятком столиці — Порт-Морсбі.
Населення живе переважно в маленьких, розкиданих селищах. На узбережжі є кілька більших поселень.

## Географія, клімат, рослинність
Провінція омивається з південного заходу і півдня Кораловим морем. Межує із провінціями: на північному заході — Ґулф, на півночі — Моробе, на північному сході — Оро, на сході — Мілн-Бей.
На території провінції розташований хребет Оуен-Стенлі, який має кілька високих вершин: це гори Вікторія (4038 м) і Альберт-Едвард (3990 м). Тут є 352 озера і 33 острова. Вздовж узбережжя розкинулися коралові рифи. Залежно від регіону щорічне випадання опадів коливається від 1147 міліметрів (Квікіла) до 3180 міліметрів (Войтапе).
Рослинність у провінції різноманітна і варіює від мангрових лісів, вздовж берега до тропічних лісів в центральній частині і альпійських луків в горах.

## Адміністративний поділ
Кожна провінція в Папуа Нова Гвінея має один або кілька районів, кожен район має кілька одиниць місцевого самоврядування (LLG). Для зручності виконання перепису, використовується поділ на відділення в кордонах тих же одиниць місцевого самоврядування.
Центральна провінція ділиться на 4 райони:
| Район        | Адміністративний центр | Назва LLG                    |
| ------------ | ---------------------- | ---------------------------- |
| Абау         | Абау                   | Амазон Бай (сільський)       |
| Абау         | Абау                   | Арома (сільський)            |
| Абау         | Абау                   | Цлоуді Бай (сільський)       |
| Гоілала      | Тапіні                 | Ґуарі (сільський)            |
| Гоілала      | Тапіні                 | Тапіні (сільський)           |
| Гоілала      | Тапіні                 | Войтапе (сільський)          |
| Кайруку-Хірі | Берейна                | Хірі (сільський)             |
| Кайруку-Хірі | Берейна                | Кайруку (сільський)          |
| Кайруку-Хірі | Берейна                | Коярі (сільський)            |
| Кайруку-Хірі | Берейна                | Мекео Куні (сільський)       |
| Ріґо         | Квікіла                | Ріґо Центральний (сільський) |
| Ріґо         | Квікіла                | Ріґо Прибережний (сільський) |
| Ріґо         | Квікіла                | Ріґо Внутрішній (сільський)  |

## Транспорт
Центральна провінція має розгалужену мережу автомобільних доріг, проте, вони мало пов'язані з автомобільними дорогами інших частині країни, де автомобільний транспорт розвинутий слабо.